# Cantón de Neuville-de-Poitou
El cantón de Neuville-de-Poitou era una división administrativa francesa, que estaba situada en el departamento de Vienne y la región de Poitou-Charentes.

## Composición
El cantón estaba formado por once comunas:
- Avanton
- Blaslay
- Chabournay
- Charrais
- Cheneché
- Cissé
- Marigny-Brizay
- Neuville-de-Poitou
- Vendeuvre-du-Poitou
- Villeirs
- Yversay

## Supresión del cantón de Neuville-de-Poitou
En aplicación del Decreto nº 2014-264 de 27 de febrero de 2014, el cantón de Neuville-de-Poitou fue suprimido el 22 de marzo de 2015 y sus 11 comunas pasaron a formar parte; ocho del nuevo cantón de Migné-Auxances y tres del nuevo cantón de Jaunay-Clan.